# Wschowa
Wschowa (in tedesco Fraustadt) è una piccola città del voivodato di Lubusz, nella Polonia occidentale, con 14 607 abitanti nel 2004. È il capoluogo del distretto di Wschowa.

## Storia
Wschowa fu in origine una fortezza di confine nella regione che si contendevano la Slesia e la Polonia. Dopo che alcuni coloni si stabilirono nella zona, la città ricevette il Diritto di Magdeburgo nel 1250 circa. Il nome Veschow (Wschowa) fu menzionato per la prima volta nel 1248, mentre il nome Frowenstat Civitas (Fraustadt) apparve la prima volta nel 1290.
La Battaglia di Fraustadt avvenne a Wschowa il 3 febbraio 1706, durante la Grande guerra del nord.